# Somebody Desperate
Somebody Desperate is een nummer van de Amerikaanse band The National uit 2021. Het nummer is afkomstig van de soundtrack van de film Cyrano, waarvoor The National tevens alle muziek schreef.
"Somebody Desperate" is een rustige ballad over een man die de weg kwijt is omdat hij zijn geliefde verliest. Het nummer wist zowel de Amerikaanse Billboard Hot 100 als de Nederlandse Top 40 niet te bereiken, wel bereikte het in Nederland de 2e positie in de Verrukkelijke 15.